# Kabřinec (cihla)

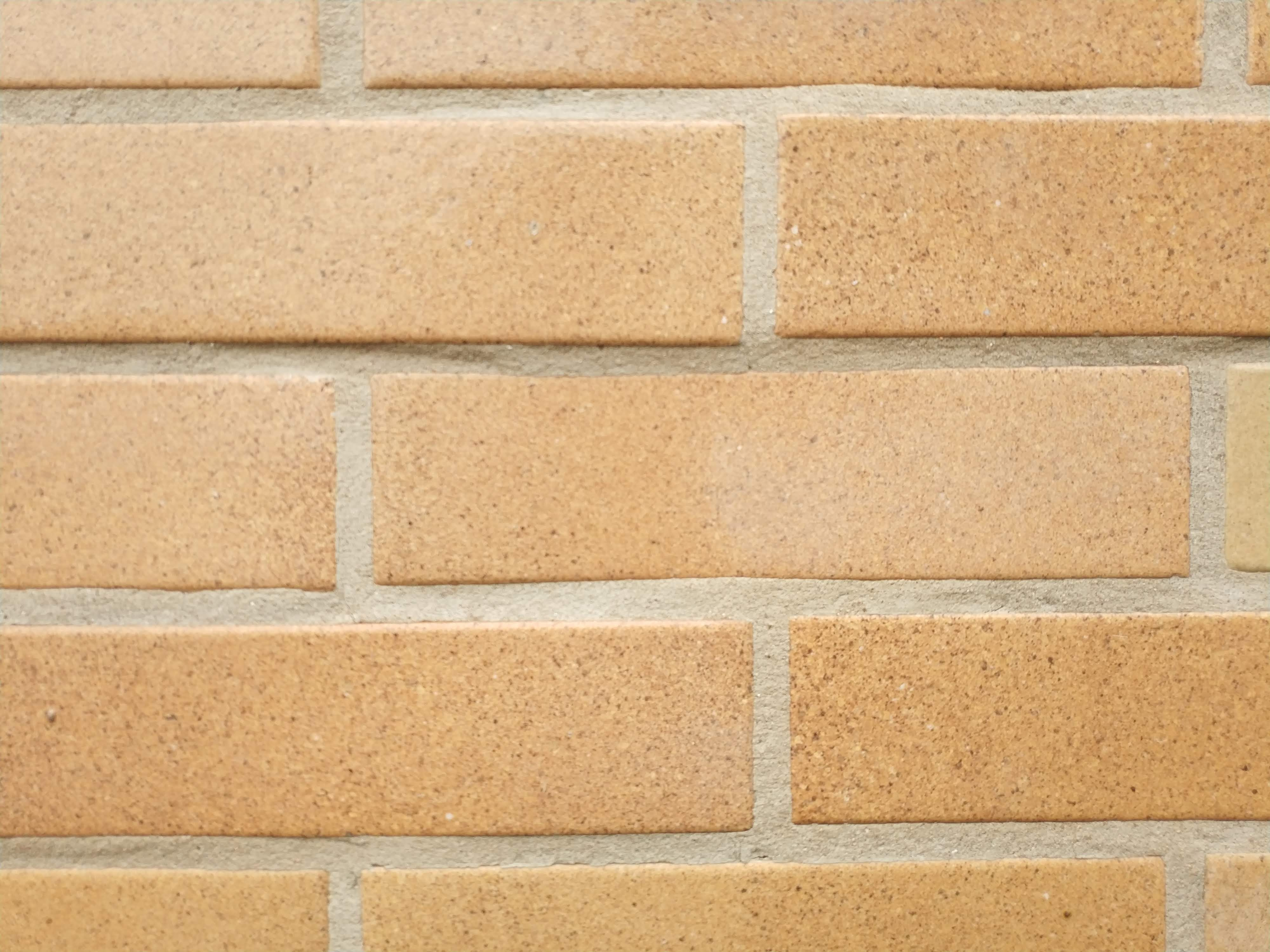
Kabřincové pásky světle hnědé barvy, Trhový Štěpánov

Kabřinec (též gabřinec) je kameninová cihla pálená skoro až k bodu tání. Mezi vlastnosti patří značná odolnost proti vodě (nejsou nasákavé, protože nemají skoro žádné póry), pevnost, malá špinivost a odolnost proti kyselinám. Dříve proto byly využívány k vyzdívání kanalizačních stok a míst vlhkých, na povrch silnic a později se uplatnily i na vnější zdi domů či jako dekorativní prvek venkovních dlažeb dvorů a zahrad. Dříve se označovaly jako holandské (nizozemské) cihly, protože v Holandsku byly vyráběny k dláždění cest cihly podobných vlastností, označované jako klinker.

## Odvozené produkty
Postupně se začaly vyrábět i kabřincové obkladačky buď ve formě desek, nebo pásků.
Kabřincové pásky měly za socialismu tloušťku 1,7 cm a rozměr 6,5 na 25 až 29 centimetrů. Vedle pásků se např. pod značkou Rakodur vyráběly i okapnice ve tvaru písmene J na okna či do pravého úhle zaoblené dlaždice. Pásky se pokrývají tenkou solnou glazurou, což způsobuje jejich odolnost vůči kyselinám a možná využití k vyzdívkám kyselých lázní v průmyslu. Vedle toho postupně nahradily kabřincové cihly na fasádách a soklech domů. Základní barva glazury je hnědá, vytváří se i řada jejích odstínů od žlutohnědé po červenohnědou.

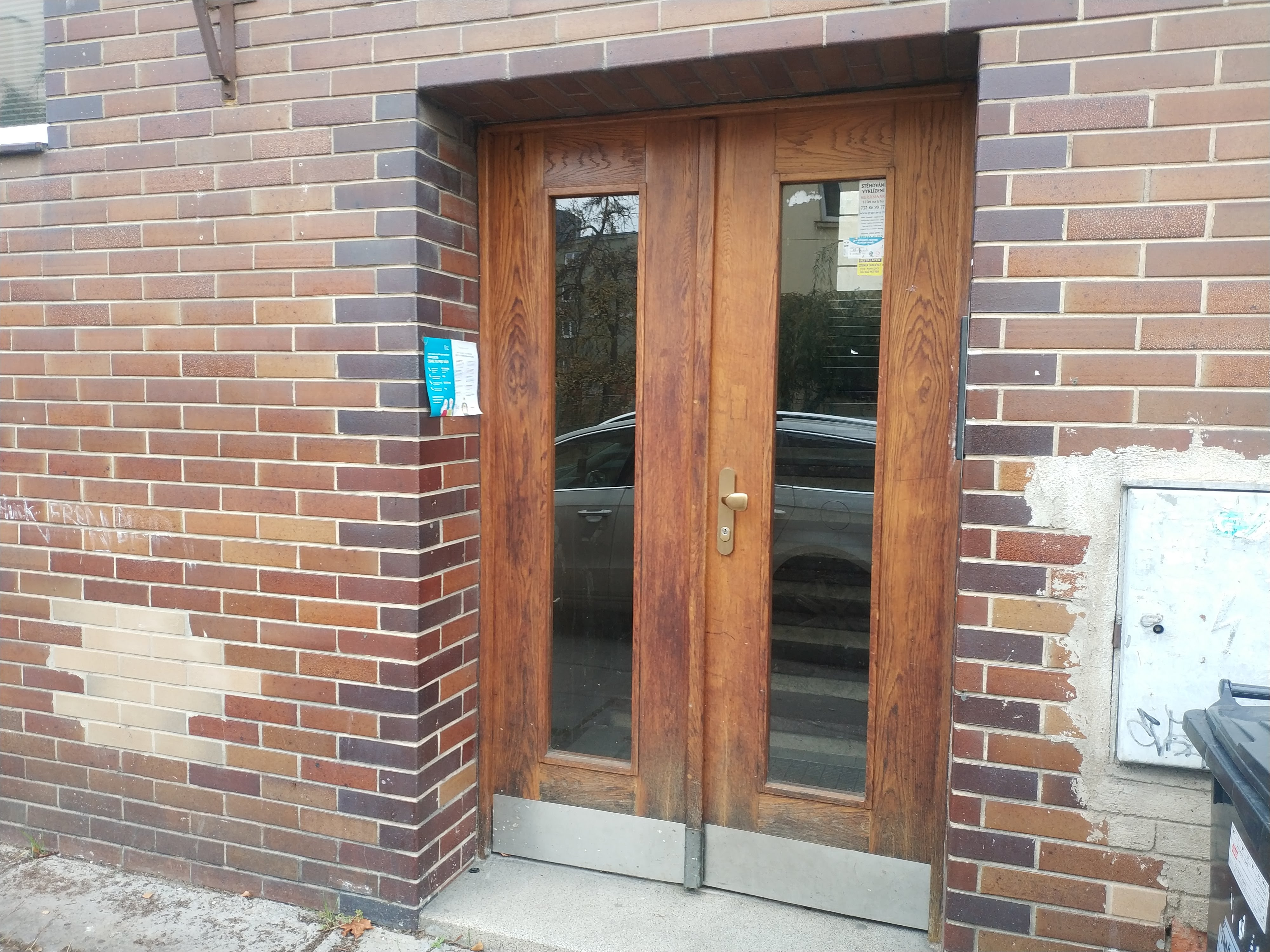
Typicky hnědé odstíny, Praha-Krátká
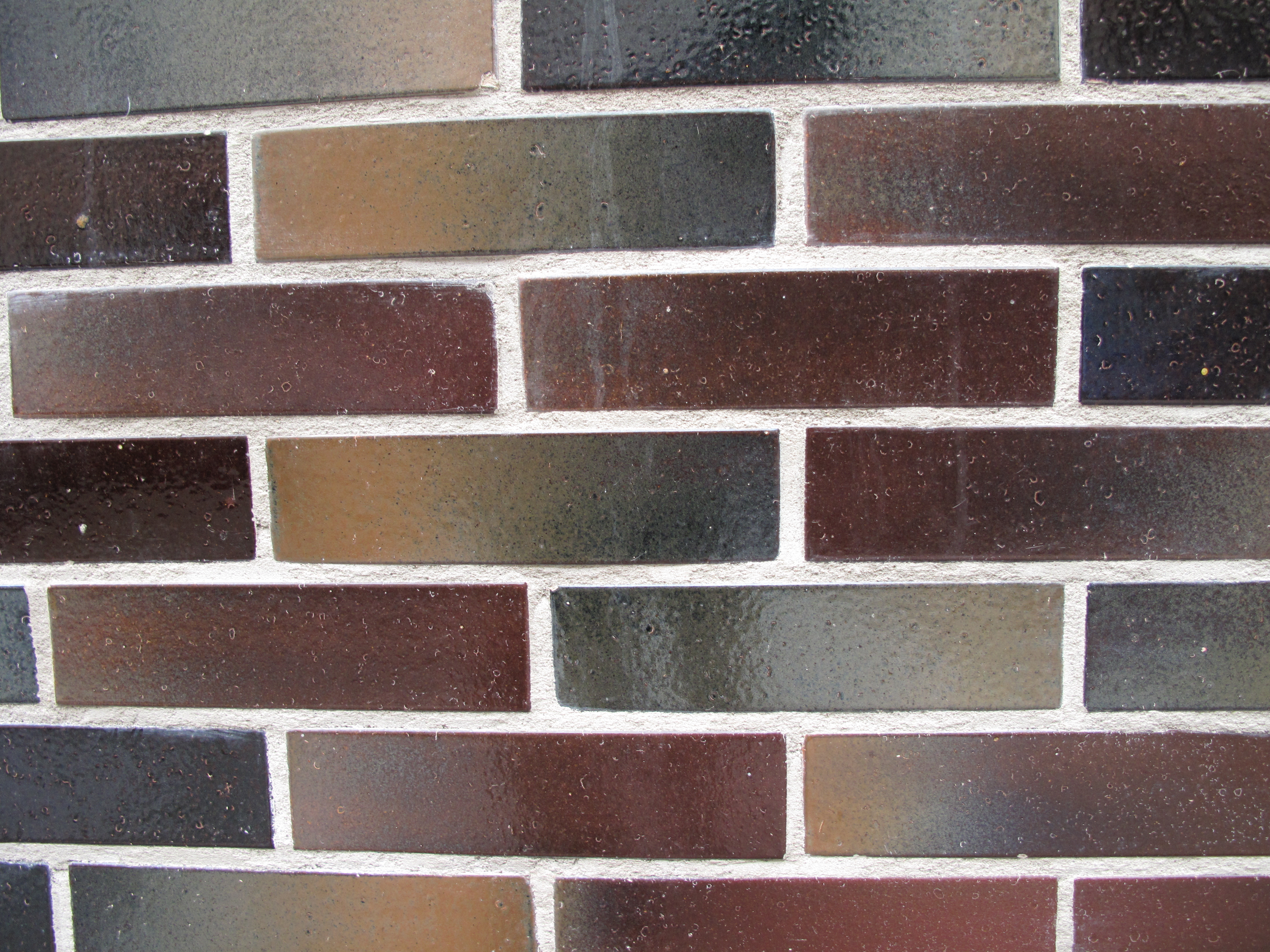
Barevná proměnlivost, Praha-Kateřinská
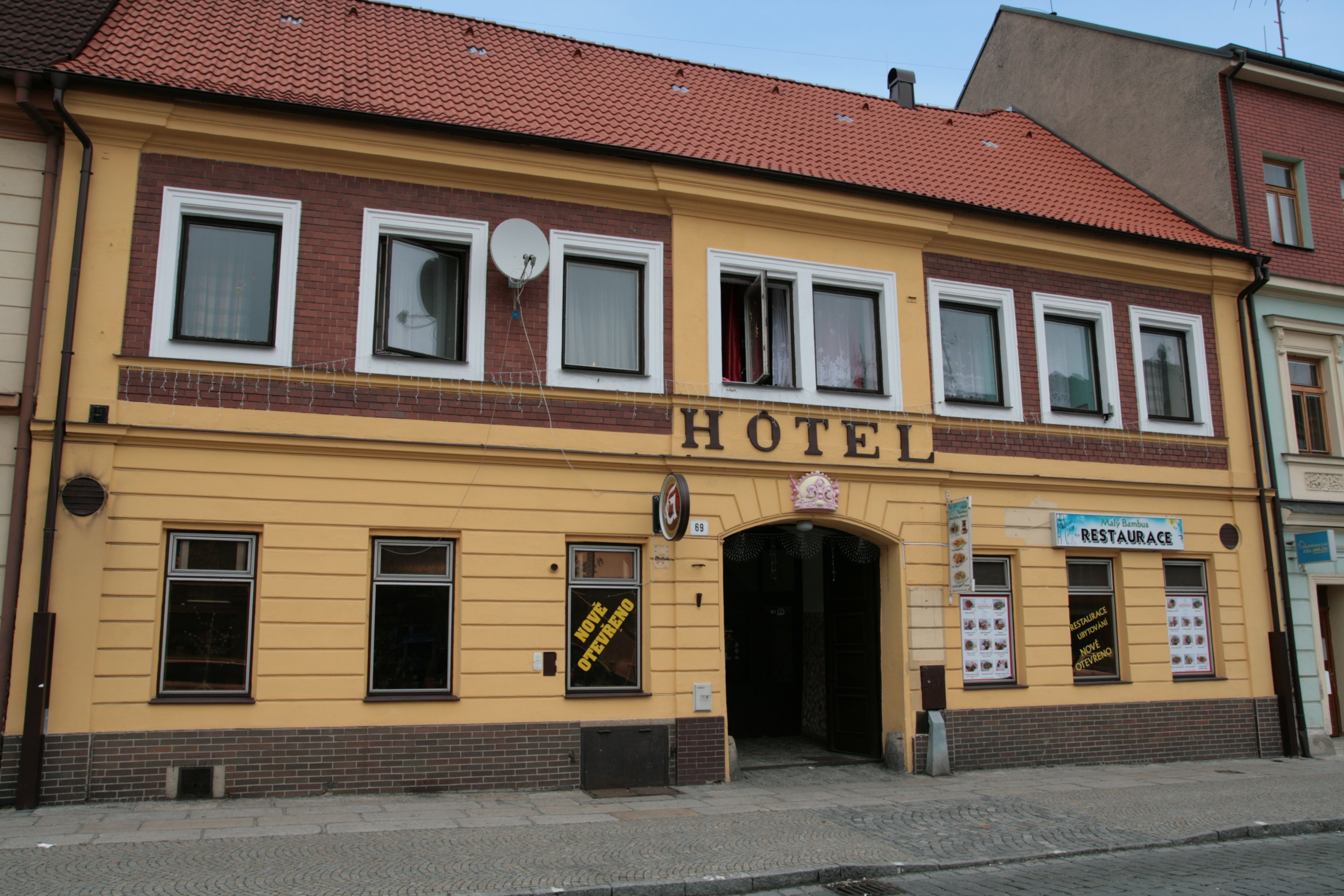
Kabřinec na soklu, Domažlice
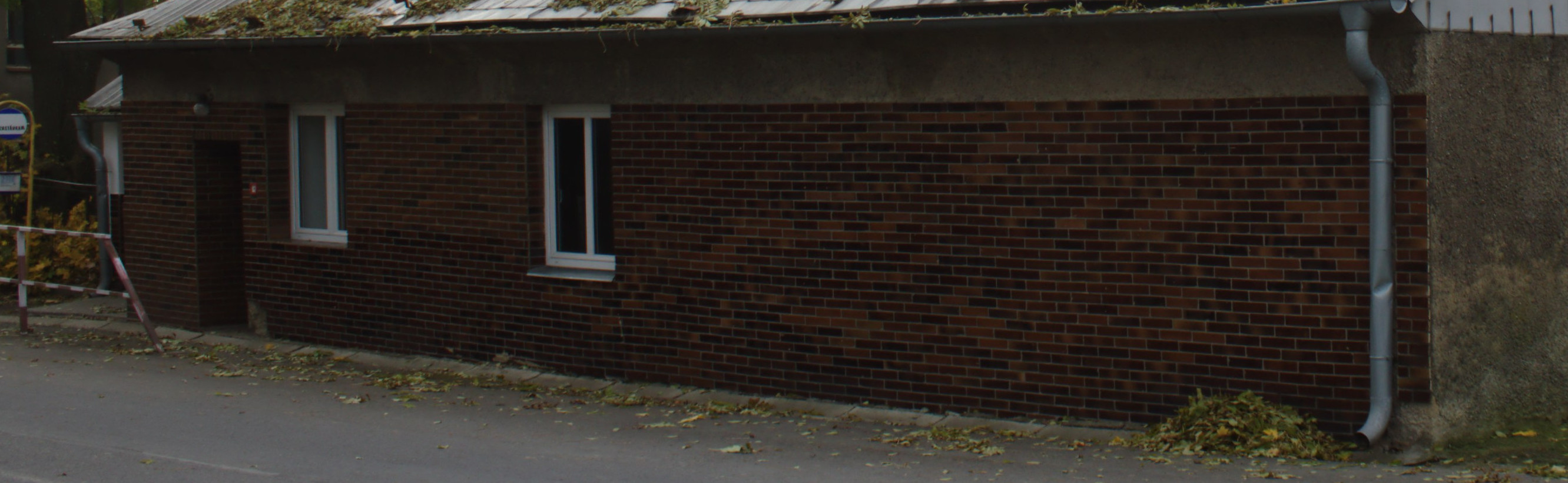
Ochrana fasády kabřincem v Křišťanovicích
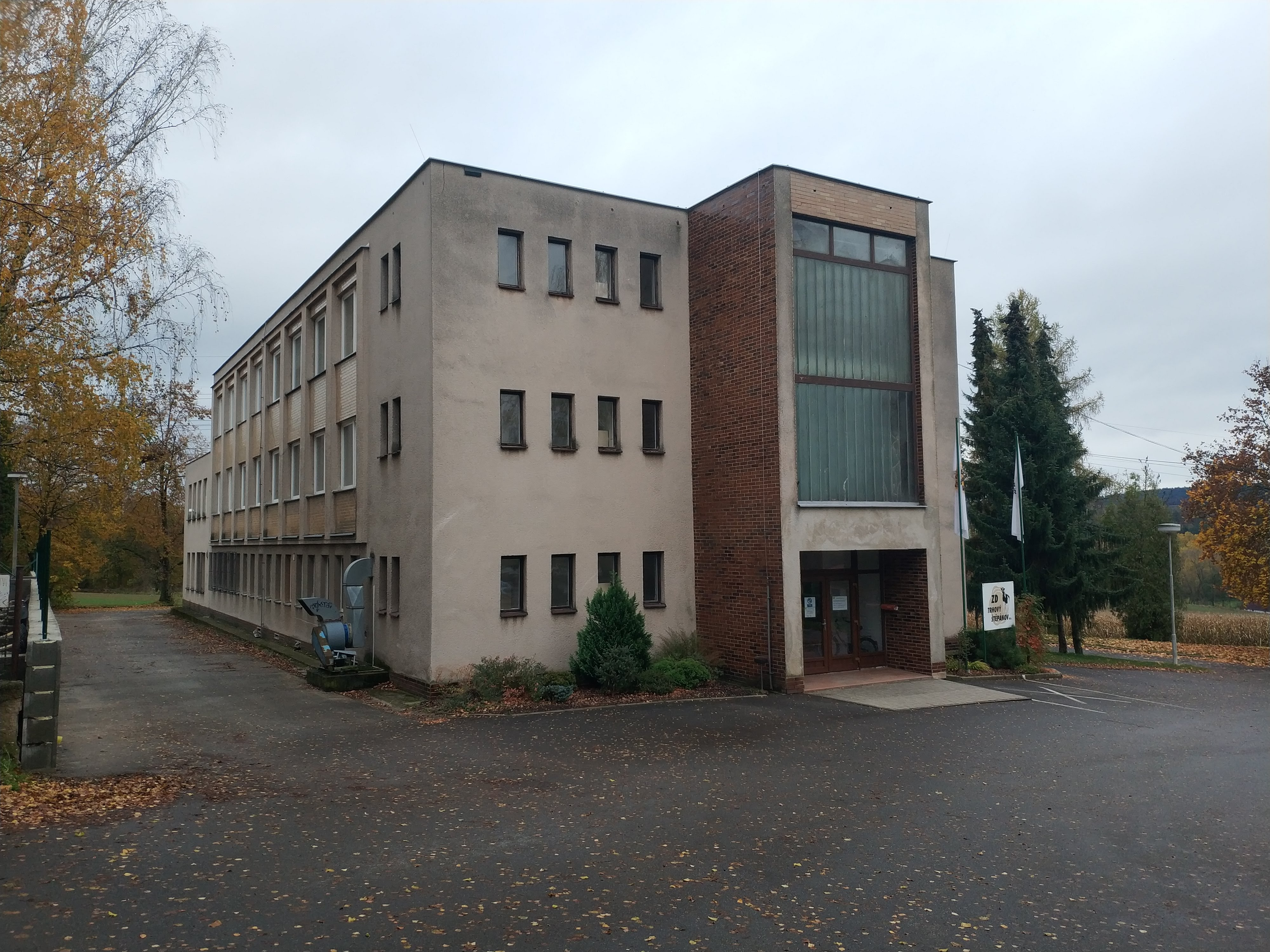
Kabřinec jako dekorační prvek, Trhový Štěpánov
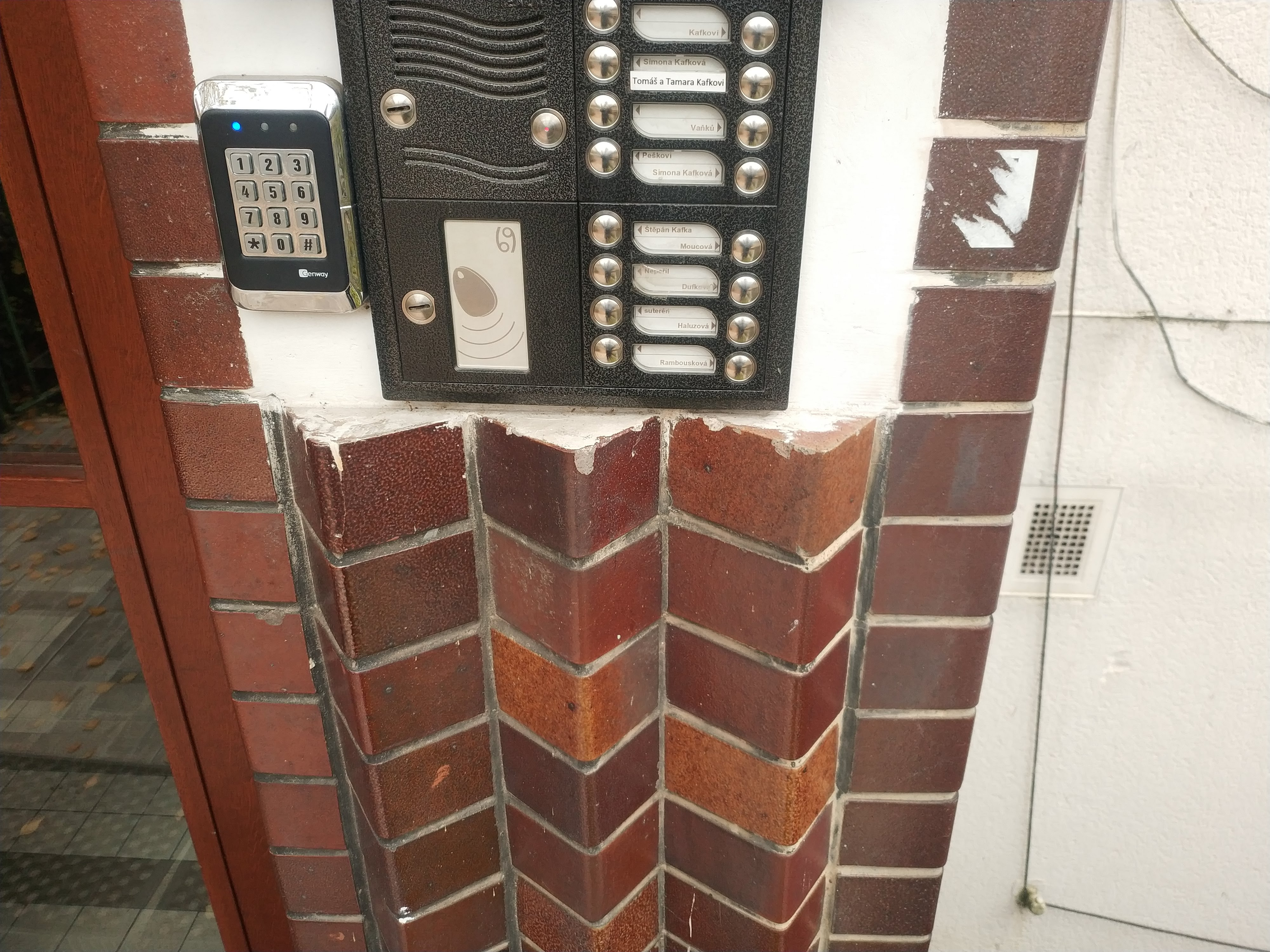
Kabřincová rámovka, Praha-Irkutská
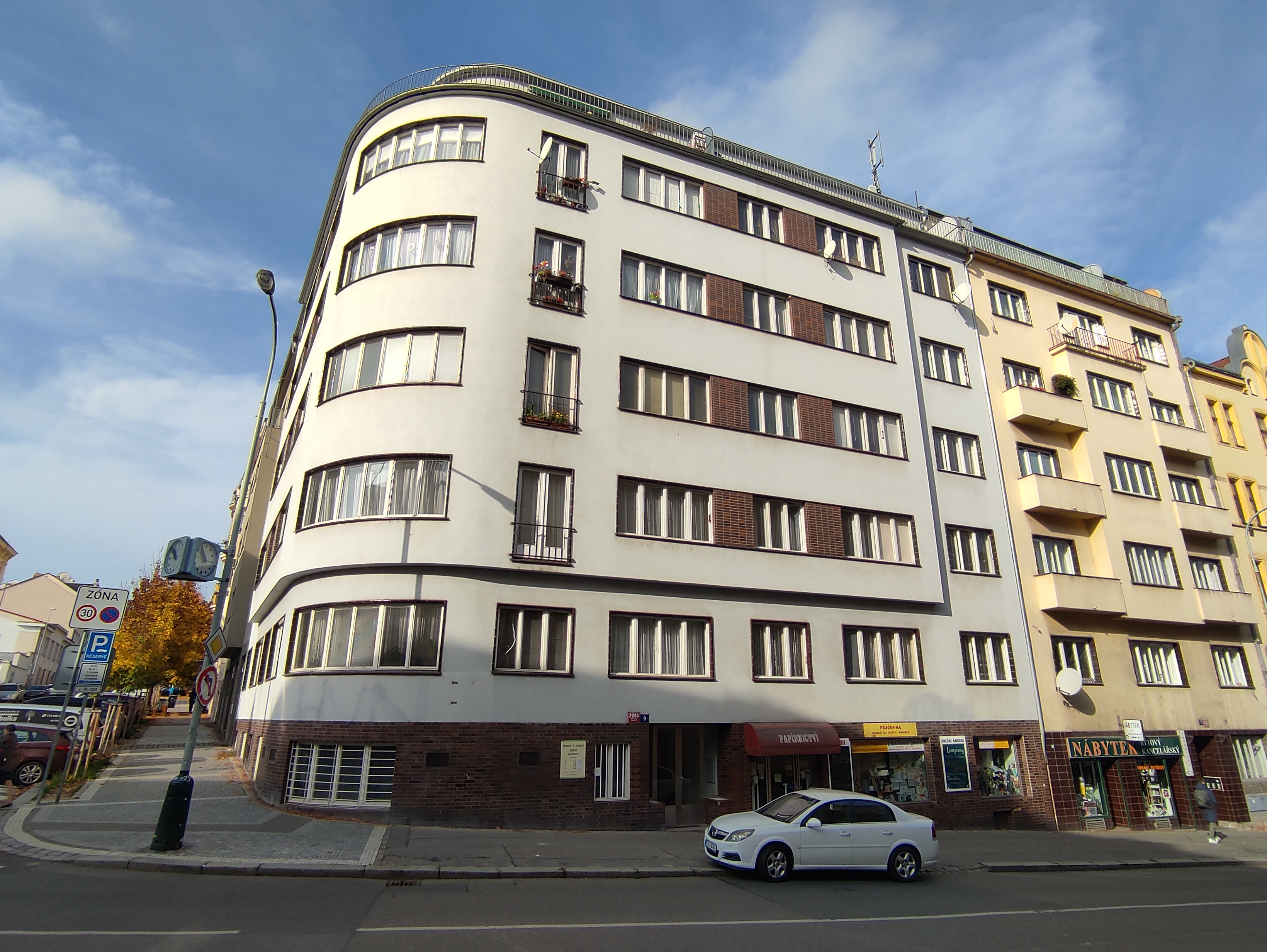
Dům U Santošky 9 v Praze 5